# The Trouble with Trillions
"The Trouble with Trillions" é o vigésimo episódio da nona temporada de The Simpsons, exibido originalmente em 5 de abril de 1998. Foi escrito por Ian Maxtone-Graham e dirigido por Swinton O. Scott III. No episódio, Homer está sendo enviado pelo FBI para tentar obter uma cédula de um trilhão de dólares que Montgomery Burns não conseguiu entregar para a Europa durante a era do pós-guerra.

## Enredo
É a virada do ano em Springfield (1997 - 1998) só que a máquina que conta os segundos que faltam, travou, mas o Chefe Wiggum deu um jeito. Assim que acordou, Ned Flanders já foi preparando para pagar o imposto; e no dia 5 de Abril o local que o pessoal pagava o imposto, já estava lotado de gente; e só agora Homer percebeu que ele tinha de pagar o imposto. Na última hora, Homer foi correndo com o seu carro para o local, que já estava sendo fechado. Homer jogou a lista de coisas para pagar, e conseguiu que ficasse no canto. Só que o "monte de coisas embrulhadas" de Homer acabou sendo despachado para o departamento de vistoria rígida. Homer acaba sendo contratado para ser um espião para poder consertar a dívida. Logo Homer é mandado para a "missão mais perigosa": recuperar a cédula de "um trilhão de dólares" de Charles Montgomery Burns, que a roubou quando ele ia levá-la para outro país. Homer acaba se rebelando com os seus superiores; e ele, Burns e Smithers fogem com a cédula para Cuba. No final, Homer, Burns e Smithers são despejados de Cuba, e ficam sem nada.